# Orest Subtelny
Orest Subtelny (ur. 7 maja 1941 w Krakowie, zm. 24 lipca 2016 w Toronto) – emigracyjny historyk ukraiński.

## Życiorys
Urodził się w Krakowie. Absolwent Temple University w Filadelfii (1965). Studiował także na uniwersytetach w Wiedniu i Hamburgu. Doktorat w 1973 na Uniwersytecie Harvarda (Reluctant allies: Pylyp Orlyk and his relations with Crimean Khanate and Ottoman Empire 1708-1742; promotor: Ołeksandr Ohłobłyn). W latach 1973–1975 wykładowca Uniwersytetu Harvarda, następnie w latach 1976-1981 w Hamilton College w Nowym Jorku. Od 1982 profesor historii i polityki na Uniwersytecie York w Toronto.

## Wybrane publikacje
- The Mazepists: Ukrainian Separatism in the Early Eighteenth Century, Boulder: East European Monographs 1981.
- Domination of Eastern Europe native nobilities and foreign absolutism 1500-1715, Kingston - Montreal: McGill-Queen's Univ. Press Gloucester: A. Sutton 1986.
- Ukraine: A History, Toronto: University of Toronto Press: in association with the Canadian Institute of Ukrainian Studies 1988.
- Ukrainians in North America, 1991.
- Cossacks [w:] The World Book Encyclopedia, 1997.
- Ukraine [w:] Encarta Encyclopedia, 1997.
- Ukraine: The Imperial Heritage, Briefing Papers of the Canadian Bureau of International Studies 1996.